# 377-я стрелковая дивизия
377-я стрелковая Валгинская Краснознамённая дивизия — воинское соединение Вооружённых Сил СССР в Великой Отечественной войне.

## История
Дивизия формировалась с сентября 1941 года в Чебаркуле по приказу НКО от 11 сентября
1941 года.
В составе действующей армии со 18 декабря 1941 по 9 мая 1945 года.
Первоначально была зачислена в состав 39-й армии (с середины декабря 1941 года Калининского фронта), но была через Пермь — Киров — Вологду направлена к Волхову. В пути была доукомплектована военнообязанными Кировской области.
Первые эшелоны дивизии начали прибывать в распоряжение 4-й армии 17 декабря 1941 года и по мере прибытия включались в преследование противника, отходящего к Волхову в направлении Кириши. Свой боевой путь дивизия начала 20-22 декабря 1941 года у деревень Дуняково, Мотохово, Дубняги, освободила село Мошки в ходе Тихвинской операции. К концу декабря 1941 года дивизия вышла к Киришам и в первую половину января 1942 года, наступая с востока, ведёт бои за Кириши, где немецкие войска оставили за собой плацдарм.
В середине января 1942 года, совершив почти 100-километровый марш на юг, поступила в подчинение сначала 2-й ударной армии, а с 23 января 1942 года — 59-й армии. С 28 января 1942 года дивизия перешла в наступление, прорвала вражеские позиции вдоль Волхова между Селищенским Посёлком и деревней Прилуки и сделала попытку пробиться на запад, за шоссе и железную дорогу, к Спасской Полисти, с боями продвигаясь вперёд, вышла к опорным пунктам Трегубово и Михалево, где натолкнувшись на сильное сопротивление, завязла в боях, вновь и вновь атакуя противника. Так, 1 марта 1942 года дивизия, усиленная полком 92-й стрелковой дивизии, вновь перешла в наступление с востока севернее и южнее Трегубово, но не смогла прорвать оборону противника и не вышла на соединение с 378-й стрелковой дивизией, которая атаковала с запада. Весь март дивизия отбивает контратаки противника, сама переходит в наступление, так в конце марта некоторым частям временно удалось выйти на реку Полисть, но Трегубово так и не было взято, равно как и Михалево, за которое бои дивизия вела в апреле 1942 года (восточную часть села удалось взять и закрепить). К лету 1942 года дивизия была вынуждена отойти за Волхов, и ведёт бои в районе Вергежа — Дымно — Званка вплоть до 1944 года.
Так, в августе 1942 года вместе со 191-й стрелковой дивизией, при поддержке 29-й танковой бригады, расширила плацдарм на западном берегу Волхова у Званки. В ноябре 1942 года развернулись тяжелейшие бои за обладание деревней Званкой, дивизия ведёт бои совместно с 288-й стрелковой дивизией. В этих боях, часто переходивших в рукопашные схватки, 288-я и 377-я стрелковые дивизии потеряли 855 человек убитыми и 1818 ранеными.
В сентябре 1943 г. штаб 59-й армии сформировал роту снайперов - девушек.  По указанию командования фронта  рота формировалась  исключительно из  добровольцев   частей тыла фронта,  армий  и запасных полков.  После кратких курсов девушек направили в 377-ю стрелковую дивизию. На боевые позиции они выходили под Мясным Бором, Званкой и Трегубовым.
В составе роты Екатерина Яковлева, Мария Гурьянова,  Майя Додонова,  Вера  Помощникова, Лидия  Вихрова,  Александра  Рогова и другие, на боевом  счету каждой  было от 4 до 28 уничтоженных врагов . Девушки не только выходили на позиции как снайперы, но и непосредственно участвовали  в боях, отражая атаки противника, проявляя при этом мужество и отвагу.  В начале сентября 1943 года  разведка противника  в районе Спасской Полисти   захватила три советских ДЗОТа,  затем противник расширил прорыв линии  обороны  до  1,5 км.  Возникла угроза  выхода немцев к реке  Волхов и  ликвидации волховского плацдарма.  В многочисленных контратаках против наседавшего противника,   проходивших с 3.9. по  5.9 43 г.,  девушки,  совместно с бойцами,  отбили  три захваченных  ДЗОТа.  Младший сержант Майя Додонова, которой было 19 лет,  несколько раз поднимала бойцов  в атаку,  5.9.43 г. рубеж, занимаемый противником,  был отбит, в этом бою Додонова получила тяжёлое ранение  .  Позднее, уже под  Новгородом,  рота противника прорвалась к расположению штаба 1249-го стрелкового полка,    группа девушек - снайперов спасла штаб,  вместе с офицерами  отбив 9 атак немцев.
С 18 января 1944 года дивизия, дислоцируясь в 25 километрах севернее Новгорода, перешла в наступление в ходе Ленинградско-Новгородской операции в общем направлении на Оредеж, 20 января 1944 года освободила село Долгово и станцию Татино. К 27 января 1944 года, преследуя противника, дивизия продвинулась более чем на 40 километров, освободив ряд населённых пунктов, в том числе сёла Оссия (23 января), Поддубье (24 января), Заклинье, посёлок Заболотье (25 января), Либуницы, деревни Вольная Горка (27 января), Велегощи. 2 февраля при поддержке 122-й танковой бригады, освободила Почап.
На втором этапе операции дивизия, форсировав реку Луга, довольно глубоко вклинилась в оборону противника, начав приближаться к железной дороге Оредеж — Батецкая, отражая сильные контратаки, которые на некоторое время задержали продвижение дивизии. В этот момент дивизия получила новую задачу: во взаимодействии с частями 54-й армии взять Оредеж, и выступила форсированным маршем в новый район сосредоточения. Дивизия подошла в районе Заклинье как раз вовремя, поскольку начавшая бои в том района 2-я стрелковая дивизия под сильным огнём начала отступать. Совместными усилиями (также с помощью переброшенной 239-й стрелковой дивизии) позиции удалось отстоять и затем, перейдя в наступление, взять Оредеж. Находясь на правом фланге армии, дивизия с 10 февраля 1944 года начала наступление на Лугу, продвигаясь по маршруту село Горушка, посёлок Покровское, деревня Волкино, деревня Радгосцы, селение Ясковицы, к 12 февраля 1944 года перерезала шоссейную дорогу Луга — Раковичи, завязала бои на юго-восточной окраине города и в ночь на 13 февраля 1944 года Луга была освобождена. После этого дивизия, развернувшись, начала наступление в общем направлении на Большой и Малый Уторгош, однако была снята с позиций и переброшена в другой район. С 19 по 28 февраля 1944 года дивизия совершила марш-бросок к населённому пункту Ольгин Крест возле реки Нарва и вплоть до лета 1944 года ведёт бои в районе Нарвского плацдарма.
В начале июля 1944 года дивизия была снята с плацдарма и направлена в Кингисепп, где пополнившись и доукомплектовавшись, была переброшена к оборонительному рубежу «Мариенбург» в район Валги.
C 14 сентября 1944 года перешла в наступление в ходе Рижской операции, наступала в первом эшелоне армии в общем направлении Валга, Валмиера, Цесис, имея левым соседом 23-ю гвардейскую стрелковую дивизию. 19 сентября 1944 года отличилась при освобождении Валги, 26 сентября 1944 года освободила Лимбажи. Приняла участие в освобождении Риги, 17 октября 1944 года приняла участие в освобождении Юрмалы, 18 октября 1944 года дивизия освободила Кемери (ныне часть Юрмалы). Продолжила наступление в направлении Тукумса, где вела бои с Курляндской группировкой противника до конца войны.
Расформирована летом 1945 года.

## Состав
- 1247-й стрелковый полк
- 1249-й стрелковый полк
- 1251-й стрелковый полк
- 933-й артиллерийский полк
- 381-я зенитная батарея (657-й зенитный артиллерийский дивизион) (до 25.04.1943)
- 384-й отдельный истребительно-противотанковый дивизион (с 20.01.1942)
- 423-й отдельный миномётный дивизион (до 25.10.1942)
- 432-я отдельная разведывательная рота
- 440-й сапёрный батальон
- 768-й (821-й) отдельный батальон связи (821-я отдельная рота связи)
- 455-й медико-санитарный батальон
- 448-я отдельная рота химической защиты
- 485-я автотранспортная рота
- 224-я полевая хлебопекарня
- 793-й дивизионный ветеринарный лазарет
- 1444-я полевая почтовая станция
- 743-я полевая касса Госбанка

## Подчинение
| Дата            | Фронт (округ)                                              | Армия             | Корпус (группа)         | Примечания |
| --------------- | ---------------------------------------------------------- | ----------------- | ----------------------- | ---------- |
| 01.09.1941 года | Уральский военный округ                                    | -                 | -                       | -          |
| 01.10.1941 года | Уральский военный округ                                    | -                 | -                       | -          |
| 01.11.1941 года | Уральский военный округ                                    | -                 | -                       | -          |
| 01.12.1941 года | Резерв Ставки ВГК                                          | 39-я армия        | -                       | -          |
| 01.01.1942 года | Волховский фронт                                           | 4-я армия         | -                       | -          |
| 01.02.1942 года | Волховский фронт                                           | 59-я армия        | -                       | -          |
| 01.03.1942 года | Волховский фронт                                           | 59-я армия        | -                       | -          |
| 01.04.1942 года | Волховский фронт                                           | 59-я армия        | -                       | -          |
| 01.05.1942 года | Ленинградский фронт (Группа войск Волховского направления) | 59-я армия        | -                       | -          |
| 01.06.1942 года | Ленинградский фронт (Волховская группа войск)              | 59-я армия        | -                       | -          |
| 01.07.1942 года | Волховский фронт                                           | 59-я армия        | -                       | -          |
| 01.08.1942 года | Волховский фронт                                           | 59-я армия        | -                       | -          |
| 01.09.1942 года | Волховский фронт                                           | 59-я армия        | -                       | -          |
| 01.10.1942 года | Волховский фронт                                           | 59-я армия        | -                       | -          |
| 01.11.1942 года | Волховский фронт                                           | 59-я армия        | -                       | -          |
| 01.12.1942 года | Волховский фронт                                           | 59-я армия        | -                       | -          |
| 01.01.1943 года | Волховский фронт                                           | 59-я армия        | -                       | -          |
| 01.02.1943 года | Волховский фронт                                           | 59-я армия        | -                       | -          |
| 01.03.1943 года | Волховский фронт                                           | 59-я армия        | -                       | -          |
| 01.04.1943 года | Волховский фронт                                           | 59-я армия        | -                       | -          |
| 01.05.1943 года | Волховский фронт                                           | 59-я армия        | -                       | -          |
| 01.06.1943 года | Волховский фронт                                           | 59-я армия        | -                       | -          |
| 01.07.1943 года | Волховский фронт                                           | 59-я армия        | -                       | -          |
| 01.08.1943 года | Волховский фронт                                           | 59-я армия        | -                       | -          |
| 01.09.1943 года | Волховский фронт                                           | 59-я армия        | -                       | -          |
| 01.10.1943 года | Волховский фронт                                           | 59-я армия        | -                       | -          |
| 01.11.1943 года | Волховский фронт                                           | 59-я армия        | -                       | -          |
| 01.12.1943 года | Волховский фронт                                           | 59-я армия        | 112-й стрелковый корпус | -          |
| 01.01.1944 года | Волховский фронт                                           | 59-я армия        | 112-й стрелковый корпус | -          |
| 01.02.1944 года | Волховский фронт                                           | 59-я армия        | 112-й стрелковый корпус |            |
| 01.03.1944 года | Ленинградский фронт                                        | 8-я армия         | 112-й стрелковый корпус | -          |
| 01.04.1944 года | Ленинградский фронт                                        | 8-я армия         | 112-й стрелковый корпус | -          |
| 01.05.1944 года | Ленинградский фронт                                        | 59-я армия        | -                       | -          |
| 01.06.1944 года | Ленинградский фронт                                        | 59-я армия        | -                       | -          |
| 01.07.1944 года | Ленинградский фронт                                        | 8-я армия         | 124-й стрелковый корпус | -          |
| 01.08.1944 года | 3-й Прибалтийский фронт                                    | 1-я ударная армия | -                       | -          |
| 01.09.1944 года | 3-й Прибалтийский фронт                                    | 67-я армия        | 111-й стрелковый корпус | -          |
| 01.10.1944 года | 3-й Прибалтийский фронт                                    | 67-я армия        | 111-й стрелковый корпус | -          |
| 01.11.1944 года | 3-й Прибалтийский фронт                                    | 1-я ударная армия | 112-й стрелковый корпус |            |
| 01.12.1944 года | 3-й Прибалтийский фронт                                    | 1-я ударная армия | -                       | -          |
| 01.01.1945 года | 3-й Прибалтийский фронт                                    | 1-я ударная армия | -                       | -          |
| 01.02.1945 года | 3-й Прибалтийский фронт                                    | 1-я ударная армия | 112-й стрелковый корпус |            |
| 01.03.1945 года | 3-й Прибалтийский фронт                                    | 1-я ударная армия | 112-й стрелковый корпус | -          |
| 01.04.1945 года | Ленинградский фронт (Курляндская группа войск)             | 1-я ударная армия | 112-й стрелковый корпус | -          |
| 01.05.1945 года | Ленинградский фронт (Курляндская группа войск)             | 67-я армия        | 112-й стрелковый корпус | -          |

## Командиры
- Цаликов, Кантемир Александрович (15.09.1941 — 07.09.1942), полковник;
- Ковальчук, Николай Прокофьевич (15.09.1942 — 01.01.1943), полковник;
- Сергеев, Леонид Гаврилович (02.01.1943 — 01.02.1943), полковник;
- Ковальчук, Николай Прокофьевич (02.02.1943 — 28.08.1943), полковник, с 18.05.1943 генерал-майор;
- Сафронов, Семён Сергеевич (29.08.1943 — 20.08.1944), полковник;
- Дудоров, Тимофей Дмитриевич (21.08.1944 — 02.10.1944), полковник;
- Тесля, Иван Трофимович (02.10.1944 — 15.10.1944), полковник;
- Картавенко, Андрей Маркович (16.10.1944 — 09.05.1945), полковник.

## Награды и наименования
| Награда (наименование)             | Дата       | За что награждена |
| ---------------------------------- | ---------- | --- |
| Почетное наименование «Валгинская» | 19.09.1944 | присвоено приказом Верховного Главнокомандующего от 19 сентября 1944 года |
| Орден Красного Знамени             | 31.10.1944 | награждена указом Президиума Верховного Совета СССР от 31 октября 1944 года за образцовое выполнение заданий командования в боях с немецкими захватчиками, за овладение городом Рига и проявленные при этом доблесть и мужество. |

## Отличившиеся воины дивизии
| Награда | Ф. И. О.                     | Должность                                    | Звание  | Дата награждения | Примечания |
| ------- | ---------------------------- | -------------------------------------------- | ------- | ---------------- | --- |
|         | Черепанов, Сергей Михайлович | командир отделения 1249-го стрелкового полка | сержант | 05.10.1944       | Награждён посмертно. Во время атаки на населённый пункт Поддубье Новгородской области из подразделения в живых остался один, был ранен, но продолжал вести бой, нанеся большой урон живой силе противника. Когда закончились патроны, последней гранатой подорвал себя и окруживших его гитлеровцев |

- Среди награждённых женщины – снайперы снайперской роты  377 стрелковой дивизии ефрейтор   Яковлева  Екатерина Ивановна , лично  уничтожившая  28 солдат и офицеров противника, награждена Орденом Славы III степени [10] и  Медалью За Отвагу,  младший сержант Додонова Майя Ивановна, лично уничтожившая 20 фашистов, награждена Орденом Красного Знамени, и другие воины дивизии.

## Память
- В Подберезье  в честь начала  наступления 59 армии Волховского Фронта   по освобождению города  Новгорода и области, в котором принимала участие 377 сд,  установлен на постаменте танк Т-34 [11]
- Музей в школе села Трегубово
- Музей «Боевой и трудовой славы» в МБОУ «Новоборская СОШ»